# Petter Pilecan
Petter Hansson Pilecan, född 1685 i Roslagen, död 14 december 1741 i Linköping, var en svensk boktryckare i Linköping.

## Biografi
Pilecan blev 1713 gesäll hos boktryckaren Efraim Kämpes änka på Sankt Pers kvarter i Linköping. Han tog över boktryckeriet 1715. Pilecan avled 14 december i Linköping.

### Familj
Pilecan gifte sig 23 februari 1715 med änkan Hedvig Larsdotter Kindberg. De fick tillsammans barnen Hans Martin, Catharina Martin och Anders Martin.

## Tryckta böcker
| År        | Titel                                                                                            | Författare                                                          |
| --------- | ------------------------------------------------------------------------------------------------ | ------------------------------------------------------------------- |
| 1715      | Donatus : eller första underwisning för barnen om thet latinska språket.                         |                                                                     |
| 1717      | Imago vitæ eruditæ simul & christianæ                                                            | Andreas Rydelius                                                    |
| 1717      | Doct. Daniel Ludvigs                                                                             | Daniel Ludwig och Magnus Gabriel von Block.                         |
| 1718-1722 | Nödiga förnufts-öfningar.                                                                        | Andreas Rydelius                                                    |
| 1719      | Ödmiuk klage-skrifft och afböön hos det heliga gudomeliga maijestätet ingifwen                   | Jacob Walldorf                                                      |
| 1719      | Then fordom stormäktigste och allernådigste nu hos Gud högst salige                              | Johan Törner                                                        |
| 1719      | Krönings predikan wid hennes kongl. may:tz den stormächtigste drotningz Ulricæ Eleonoræ Sweriges | Torsten Rudén och Petter Pilecan.                                   |
| 1720      | Post funera virtus & fama manet viri inter eruditos celeberrimi                                  | Johan Törner                                                        |
| 1720      | The trognas strid och seger i anledning af Pauli ord Rom. 8:31                                   | Torsten Rudén                                                       |
| 1722      | The trognas fullkomliga ägendom, i anledning af psalm. 73:25,26                                  | Torsten Rudén                                                       |
| 1722      | Oförgripelig prediko-delning öfwer Jesu pinos och döds historia                                  | Andreas Olavi Rhyzelius                                             |
| 1722      | Andreæ Ol. Rhyzelii ... angelologia tripartita                                                   | Andreas Olavi Rhyzelius                                             |
| 1723      | En god och trogen tienares graf-sten,                                                            | Andreas Olavi Rhyzelius                                             |
| 1723      | En trogen siäla-sörgares wälgrundada hufwud-råd                                                  | Petrus Simonius Löfgren och Andreas Olavi Rhyzelius                 |
| 1724      | Disputatio theologica de statu integritatis                                                      | Botvid Livin, Daniel Wong, Johannes Nezelius och Daniel Trivallius. |
| 1725      | Joan. Henr. Sviceri                                                                              | Johann Heinrich Schweitzer                                          |
| 1725      | Joh. Hubneri Brevis introductio                                                                  | Johann Hübner                                                       |
| 1738-1740 | Thomas Kingos Andelige siunge-chors första deel                                                  | Thomas Kingo                                                        |

## Medarbetare
- 1716 - Kämpe. Han var gesäll hos Pilecan.
- 1717-1721 - Erland. Han var tryckeridräng hos Pilecan.
- 1720-1722 - Petter. Han var lärogosse hos Pilecan.
- 1722 - Carl. Han var tryckeridräng hos Pilecan.
- 1742 - Gabriel Björckegren. Han var gesäll hos Pilecan.